# باشگاه بسکتبال پارتیزان
باشگاه بسکتبال پارتیزان (سیریلیک صربی: Кошаркашки клуб Партизан) که معمولاً به عنوان پارتیزان بلگراد شناخته می‌شود، باشگاه بسکتبال حرفه‌ای مستقر در بلگراد، صربستان است. پارتیزان در لیگ بسکتبال صربستان، دریای آدریاتیک و یوروکاپ با رقبای خود به رقابت می‌پردازد.